# HD 198151
HD 198151，又名BD+45 3270，SAO 50050、HR 7958，是一颗恒星，视星等为6.3，位于銀經85.83，銀緯2.06，其B1900.0坐标为赤經20h 43m 16.7s，赤緯+46° 2.06′ 54″。